# 난노정
난노정(일본어: 南濃町)은 일본 기후현 가이즈군에 설치되었던 정이다. 2005년 3월 28일 히라타정, 가이즈정과 합병해 가이즈시가 성립하였다. 가이즈정은 폐지되었다.

## 역사
- 1954년 11월 15일 - 시로야마정, 이시즈촌 요로군 시모타도촌이 합병해 성립하였다.
- 2005년 3월 28일 - 히라타정, 가이즈정과 합병해 가이즈시가 성립하였다. 동일 난노정은 폐지되었다.

## 교통

### 철도
- 요로 철도 요로 선

### 도로
- 국도 제258호선

## 참고 문헌
- 角川日本地名大辞典編纂委員会,『角川日本地名大辞典 21 岐阜県』1980, 角川書店